# Тунляо
Тунляо (кит. упр. 通辽, пиньинь Tōngliáo, монг.   Tüŋliyou qota, мон.кир. Түнляо хот) — городской округ в Автономном районе Внутренняя Монголия (КНР). Название городского округа происходит от ранее существовавшего здесь уезда Тунляо, название которого в свою очередь было аббревиатурой фразы «тунда Ляодун» (通达辽东, «проход к Ляодуну»).

## История
Во времена империи Мин эти земли были пограничьем, входившим в зону ответственности Фуюйского караула (扶余卫). В конце XVI века их поглотило маньчжурское государство Поздняя Цзинь, впоследствии преобразованное в Империю Цин. В 1636 году здесь был образован чуулган (объединение владетельных князей, после образования КНР «чуулганы» были переименованы в «аймаки») Джирим (哲里木盟), которому подчинялись 4 аймака и 10 хошунов.
После Синьхайской революции эти земли были подчинены Специальному административному району Жэхэ (热河特别行政区), в 1928 году преобразованного в провинцию Жэхэ. В 1933 году провинция Жэхэ была оккупирована японцами, которые передали её в состав марионеточного государства Маньчжоу-го; в Маньчжоу-го эти земли вошли в состав провинции Синъань.
В августе 1945 года 1-я гвардейская воздушно-десантная дивизия приняла участие в Хингано-Мукденской операции, закончила войну в районе Тунляо, где впервые за время существования дивизии она была высажена десантом.
После Второй мировой войны эти земли, войдя в состав провинции Ляобэй, стали ареной борьбы между коммунистами и гоминьдановцами. Когда в 1949 году была образована Китайская народная республика, аймак Джирим вошёл в состав новообразованного Автономного района Внутренняя Монголия, тогда в аймак входило два уезда (Тунляо и Кайлу) и 5 хошунов (Джаруд, Хорчин-Цзоичжунци, Хорчин-Цзоихоуци, Хурэ и Найман). В 1951 году из уезда Тунляо был выделен город Тунляо. В 1953 году восток Внутренней Монголии был выделен в особую административную единицу, и аймак был расформирован. В 1954 году от особого статуса восточной части Внутренней Монголии было решено отказаться, и аймак был восстановлен вновь. В 1958 году уезд Тунляо был ликвидирован, а его территория переподчинена городу Тунляо; в 1964 году уезд Тунляо был восстановлен. В 1965 году из аймака Хулун-Буир в состав аймака Джирим был передан хошун Хорчин-Юичжунци.
В 1969 году аймак был передан в состав провинции Гирин; в 1979 году возвращён в состав Автономного района Внутренняя Монголия.
Постановлением Госсовета КНР от 9 ноября 1985 года из части земель хошуна Джаруд был образован городской уезд Холин-Хото. В 1986 году решением Госсовета КНР уезд Тунляо был ликвидирован, а его территория вошла в состав города Тунляо.
В 1996 году хошун Хорчин-Юичжунци был передан из-под юрисдикции аймака Джирим в состав аймака Хинган
Постановлением Госсовета КНР от 13 января 1999 года аймак Джирим и город Тунляо были ликвидированы, а вместо аймака был образован городской округ Тунляо; бывший город Тунляо стал районом Хорчин в его составе.

## Демография
Национальный состав населения Тунляо согласно переписи 2000 года.
| народ     | численность | Процент |
| --------- | ----------- | ------- |
| Китайцы   | 1.548.721   | 51,14 % |
| Монголы   | 1.373.470   | 45,35 % |
| Маньчжуры | 88.654      | 2,93 %  |
| Хуэйцзу   | 12.447      | 0,41 %  |
| Корейцы   | 2.709       | 0,09 %  |
| Сибо      | 781         | 0,03 %  |
| Дауры     | 492         | 0,02 %  |

## Административно-территориальное деление
Городской округ Тунляо делится на 1 район, 1 городской уезд, 1 уезд, 5 хошунов:
| Карта | Карта          | Карта             | Карта          | Карта                   | Карта                   | Карта         | Карта                      |
| ----- | -------------- | ----------------- | -------------- | ----------------------- | ----------------------- | ------------- | -------------------------- |
|       |                |                   |                |                         |                         |               |                            |
| #     | Статус         | Название          | Иероглифы      | Пиньинь                 | Население (2004, прим.) | Площадь (км²) | Плотность населения (/км²) |
| 1     | Район          | Хорчин            | 科尔沁区       | Kē'ěrqìn qū             | 810 000                 | 3212          | 252                        |
| 2     | Городской уезд | Холин-Гол         | 霍林郭勒市     | Huòlínguōlè shì         | 70 000                  | 585           | 120                        |
| 3     | Уезд           | Кайлу             | 开鲁县         | Kāilǔ xiàn              | 390 000                 | 4488          | 87                         |
| 4     | Хошун          | Хурэ-Ци           | 库伦旗         | Kùlún qí                | 180 000                 | 4650          | 39                         |
| 5     | Хошун          | Найман-Ци         | 奈曼旗         | Nàimàn qí               | 430 000                 | 8120          | 53                         |
| 6     | Хошун          | Джаруд-Ци         | 扎鲁特旗       | Zhālǔtè qí              | 300 000                 | 17 193        | 17                         |
| 7     | Хошун          | Хорчин-Цзоичжунци | 科尔沁左翼中旗 | Kē'ěrqìn Zuǒyì Zhōng qí | 530 000                 | 9811          | 54                         |
| 8     | Хошун          | Хорчин-Цзоихоуци  | 科尔沁左翼后旗 | Kē'ěrqìn Zuǒyì Hòu qí   | 400 000                 | 11 476        | 35                         |

## Экономика
Тунляо является важным центром тепловой (угольной) энергетики. Также на территории городского округа построены крупные ветряные и солнечные электростанции, имеются яблоневые сады.

## Транспорт

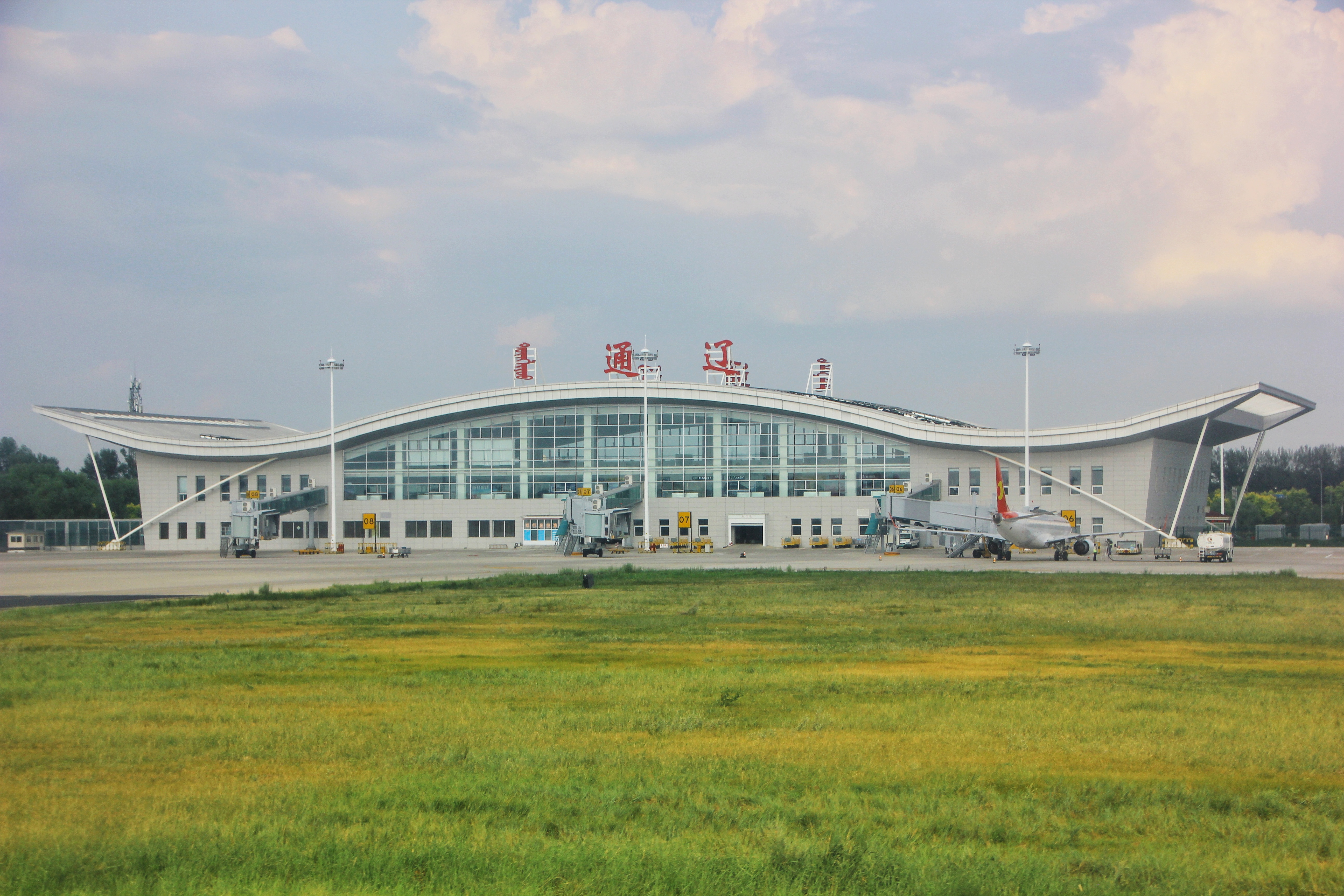
Аэропорт Тунляо

В Тунляо имеется небольшой аэропорт, обслуживающий преимущественно внутренние рейсы в Пекин, Сиань, Харбин, Шанхай и Гуанчжоу.
Тунляо является важным железнодорожным узлом Северо-Восточного Китая, отсюда расходятся линии на Пекин (Jingtong Railway), Дацин (Tongrang Railway), Цзинин (Jitong Railway) и Шэньян. Вокзал Тунляо, расположенный в районе Хорчин, является конечной станцией высокоскоростной линии Синьминь — Тунляо (ответвление скоростной железной дороги Пекин — Шэньян). 
Через Тунляо проходят оживлённые автомагистрали Годао 111, Годао 303 и Годао 304.

## Образование
В Тунляо расположены Университет национальностей Внутренней Монголии и Колледж сельского хозяйства и животноводства Внутренней Монголии. 